# 国家法律法规数据库
国家法律法规数据库是全国人民代表大会常务委员会办公厅维护的、收录中华人民共和国法律及法规的数据库，于2021年2月24日正式开通。
数据库开通时，收录了宪法和现行有效法律275件，法律解释25件，有关法律问题和重大问题的决定147件，行政法规609件，地方性法规、自治条例和单行条例、经济特区法规16000余件，司法解释637件。每件法律有PDF和DOCX（或WPS）两种格式。
截至2022年6月26日24时，国家法律法规数据库访问量累计达2.9亿余次，单日最高访问量达563万次。